# Francis Boggs
Francis Boggs (Santa Rosa, 1870 – Los Angeles, 27 de outubro de 1911) foi um produtor, diretor e roteirista norte-americano da era do cinema mudo, ativo entre as décadas de 1907 e 1911. Ele foi um dos primeiros diretores de Hollywood.